# Rábagyarmat, Vas
Rábagyarmat  este un sat în districtul Szentgotthárd, județul Vas, Ungaria, având o populație de 822 de locuitori (2011). 

## Demografie
Componența etnică a satului Rábagyarmat
     Maghiari (99,02%)
     Germani (0,98%)
Componența confesională a satului Rábagyarmat
     Reformați (1,7%)
     Necunoscută (97,08%)
     Alte religii (1,22%)
Conform recensământului din 2011, satul Rábagyarmat avea 822 de locuitori. Din punct de vedere etnic, majoritatea locuitorilor (99,02%) erau maghiari. Nu există o religie majoritară, locuitorii fiind  și reformați (1,7%). Pentru 97,08% din locuitori nu este cunoscută apartenența confesională.